# Apopka
Apopka – miasto w Stanach Zjednoczonych, w stanie Floryda, w hrabstwie Orange.